# Цитоархитектоническое поле Бродмана 10
Цитоархитектоническое поле Бродмана 10 (фронтополярная кора, передняя префронтальная кора) — самая передняя часть префронтальной коры в человеческом мозге. 10 поле Бродмана (ПБ) — самое большое цитоархитектоническое ПБ в мозге человека. Оно также было описано как одна из наименее исследованных и понятых зон человеческого мозга. Современные исследования предполагают участие 10 ПБ в стратегических процессах, в вызове необходимых воспоминаний и многих управляющих функциях. В течение человеческой эволюции функции данной зоны результировали в её увеличении относительно остального мозга.

## Размер
Объём 10 ПБ у человека равняется в среднем 14 см³, что представляет собой 1,2 % от общего объема мозга. Такой показатель дважды превосходит стандартные ожидания касательно размера данной зоны у гоминид с объёмом мозга, свойственным Homo Sapiens. Для сравнения, объём 10 ПБ у бонобо — около 2,8 см³, что представляет собой 0,74 % от общего объёма мозга бонобо. У шимпанзе обыкновенного — 2,24 см³, что является 0,57 % от общего объема мозга; у горилл — 1,94 см³, или 0,55 % от общего объема мозга; у орангутанов — 1,6 см³, или 0,45 %; у гиббонов — 0,2 см³, или 0,23 %.
У человека в каждом полушарии 10 ПБ содержит около 250 миллионов нейронов.
Фронтополярная кора человека имеет наименьшую плотность нейронов среди всех приматов. Однако дендриты её нейронов крайне арборизированы, то есть очень ветвисты, и имеют очень высокую плотность дендритных шипиков. Такие особенности строения являются основой для интеграции входящей информации от множества мозговых зон.

## Связи и взаимодействия
Исследования приматов показывают, что 10 ПБ имеет обоюдные связи с другими высокоорганизованными ассоциативными зонами коры больших полушарий, в особенности, с другими зонами префронтальной коры, и в то же время 10 ПБ имеет мало связей с первичными сенсорными и моторными зонами. Нервные пути, идущие через внешнюю капсулу, связывают 10 ПБ со слуховой и мультисенсорными зонами верхней височной борозды. Другая зона, связь с которой осуществляется через внешнюю капсулу, — вентральный регион островка, или инсулярной коры. Через поясной пучок нервных волокон 10 ПБ связана с передней и задней поясной корой и ретросплениальной корой (находится сразу позади валика («splenium») мозолистого тела и включает в себя 29 и 30 ПБ). Через крючковидный пучок — связь с амигдалами, темпорополярным произокортексом и передней частью верхней височной извилины. У 10 ПБ нет связей с теменной корой, затылочной корой и нижневисочной корой.
Взаимосвязи 10 ПБ были обобщены следующим образом: «в отличие от остальных регионов префронтальной коры оно выглядит не связанным с зонами „нижнего потока“… это единственный префронтальный регион, который преимущественным (и, возможно, исключительным) образом взаимосвязан с надмодальными зонами префронтальной коры, передней височной корой и поясной корой». Что и обеспечивает высочайший уровень интеграции информации, анализируемой зрительной, слуховой и соматосенсорной системами, позволяя достичь амодальной, абстрактной и концептуальной интерпретации стимулов окружающего мира.

## Функции
Фронтополярная кора играет важную роль в обеспечении таких высших когнитивных функций, как планирование, принятие решений, осознание и установление логических связей между явлениями/теоретическими положениями, вызов воспоминаний из эпизодической памяти.
Этьен Кёклен и Александр Ияфиль полагают, что обеспечение процессов когнитивного разветвления являются главной функцией фронтополярной коры. Когнитивное ветвление позволяет предыдущим выполняемым задачам сохраняться в ожидающем и незаконченном состоянии для последующего их задействования и управления ими после завершения тех когнитивных задач, что обрабатываются в настоящем времени. Наше комплексное поведение и сложная ментальная активность требуют одновременного выполнения множества задач, и предполагается, что передняя префронтальная кора может выполнять генерализующую функцию в организации одновременной работы со многими когнитивными операциями и задачами.
Также следует учитывать взаимовлияние фронтополярной коры и лимбической системы, с которой фронтополярная кора связана через вентромедиальную префронтальную кору. 